# Michael Gerdts

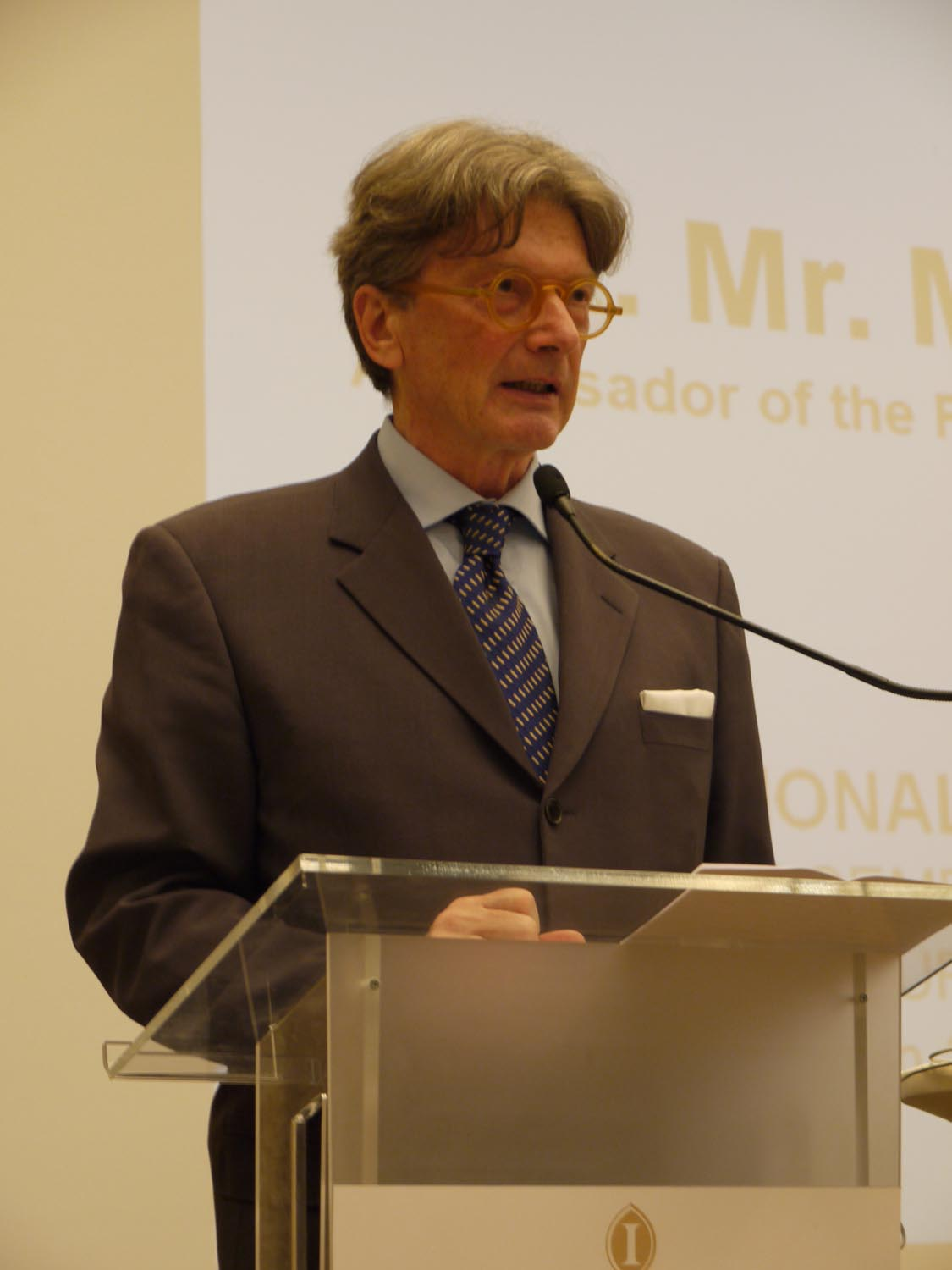
Michael Gerdts (2010)

Michael H. Gerdts (* 18. August 1947 in Bochum; † 18. September 2023 in Berlin) war ein deutscher Diplomat. Er war von 2004 bis 2007 und erneut zwischen Juli 2010 und August 2012 Botschafter der Bundesrepublik Deutschland in Italien und San Marino. Zwischenzeitlich war er von 2007 bis 2010 deutscher Botschafter in Polen.

## Leben
Michael Gerdts absolvierte ein Studium der Wirtschafts- und Sozialwissenschaften an der Universität zu Köln sowie der Pennsylvania State University, USA.
Nach dem Eintritt in den Auswärtigen Dienst 1980 folgten Verwendungen als Mitglied der Deutschen Delegation bei den UNCD in Genf und New York sowie im Planungsstab des Auswärtigen Amtes.
Von 1988 bis 1993 war er Persönlicher Referent und Stellvertretender Leiter des Ministerbüros der Bundesaußenminister Hans-Dietrich Genscher und Klaus Kinkel. Anschließend war er als Nachfolger von Hanns Heinrich Schumacher bis 1995 Pressesprecher des Auswärtigen Amtes.
1995 wurde Michael Gerdts Botschafter der Bundesrepublik Deutschland in Kenia und im Anschluss daran von 1999 bis 2002 Ministerialdirigent und Stellvertretender Leiter der Abteilung für Globale Fragen, Vereinte Nationen, Menschenrechte und Humanitäre Hilfe (Abteilung GF) des Auswärtigen Amtes.
Er war Leiter der Abteilung 4 (Auslandsabteilung) des Presse und Informationsamtes des Bundesregierung von 2002 bis 2003 und, nach Verlegung dieser Abteilung in das Auswärtige Amt im März 2003, Leiter der Abteilung für Kommunikation, Öffentlichkeitsarbeit und Medien (Abteilung K) des Auswärtigen Amtes bis 2004, 2004–2007 deutscher Botschafter in Italien, 2007–2010 deutscher Botschafter in Polen, 2010–2012 erneut deutscher Botschafter in Italien.
Er verstarb am 18. September 2023 in Berlin.